# 切斯特 (麻薩諸塞州)
切斯特（英語：Chester）是一個位於美國麻薩諸塞州漢登縣的鎮。

## 人口
根據2020年美國人口普查的數據，切斯特的面積為96.30平方千米，當中陸地面積為94.80平方千米，而水域面積為1.50平方千米。當地共有人口1228人，而人口密度為每平方千米13人。